# Veljko Kadijević
Veljko Kadijević (Servo-Kroatisch: Вељко Кадијевић) (Glavina Donja (bij Imotski), 21 november 1925 – Moskou 2 november 2014) was minister van defensie van de Socialistische Federale Republiek van Joegoslavië van 1988 tot 1992 en daardoor commandant van de Joegoslavisch Volksleger gedurende de Sloveense Onafhankelijkheidsoorlog. Zijn titel was Generaal van het Leger.
Hij is geboren uit een Kroatische moeder en Servische vader en hij zag zichzelf als Joegoslaaf. In 1942 trad hij toe tot de Partisans en de Joegoslavische Communistenbond. Na de Tweede Wereldoorlog bleef hij in actieve dienst en voltooide het Command and General Staff College van het Amerikaanse leger in 1963.
In mei 1991 verklaarde hij dat wanneer bewindvoerders van de federale staat en de republieken niet zouden slagen in het zeker stellen van vrede, het Joegoslavische Volksleger dit op een efficiënte wijze zelf zou regelen. Slovenië werd echter in een Tiendaagse Oorlog onafhankelijk.
Na zijn pensioen leefde hij in Servië. Nadat het Joegoslavië-tribunaal om niet bekendgemaakte redenen contact met hem opnam, vluchtte hij naar Moskou. In 2007 werd hij opnieuw in Moskou gezien tijdens de presentatie van zijn boek.
Hij overleed daar in 2014 op 88-jarige leeftijd.